# Чорнокорінь німецький
Чорнокорінь німецький, чорнокорінь германський (Cynoglossum germanicum) — вид рослин з родини шорстколистих (Boraginaceae), поширений у Європі від Ірландії до Прикавказзя, а також у Туреччині та Грузії.

## Опис
Дворічна рослина 30–80 см. Рослина майже гола або розсіяно-волосиста. Листки тонкі, зверху майже голі, блискучі, знизу розсіяно-шерстисто-волосисті. Віночок червоно-фіолетовий. Горішки, на спинці опуклі, рівномірно вкриті гачкуватими шипиками.

## Поширення
Поширений у Європі від Ірландії до Прикавказзя, а також у Туреччині та Грузії.
В Україні вид зростає в лісах, переважно букових, гірських схилах, на кам'янистих ґрунтах — у гірських районах Криму, прилеглих до ПБК, зазвичай.

## Галерея

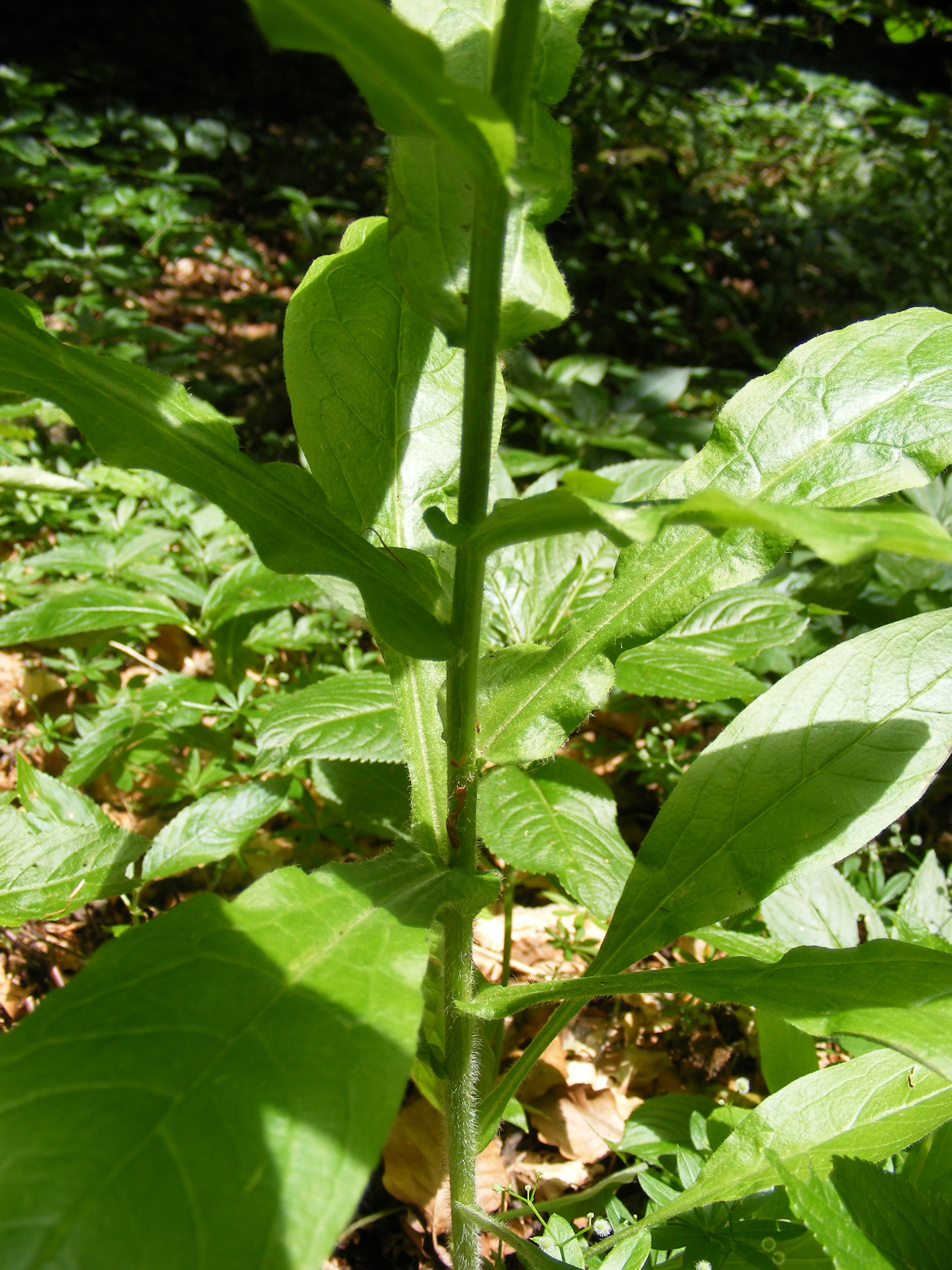
стебло й листя
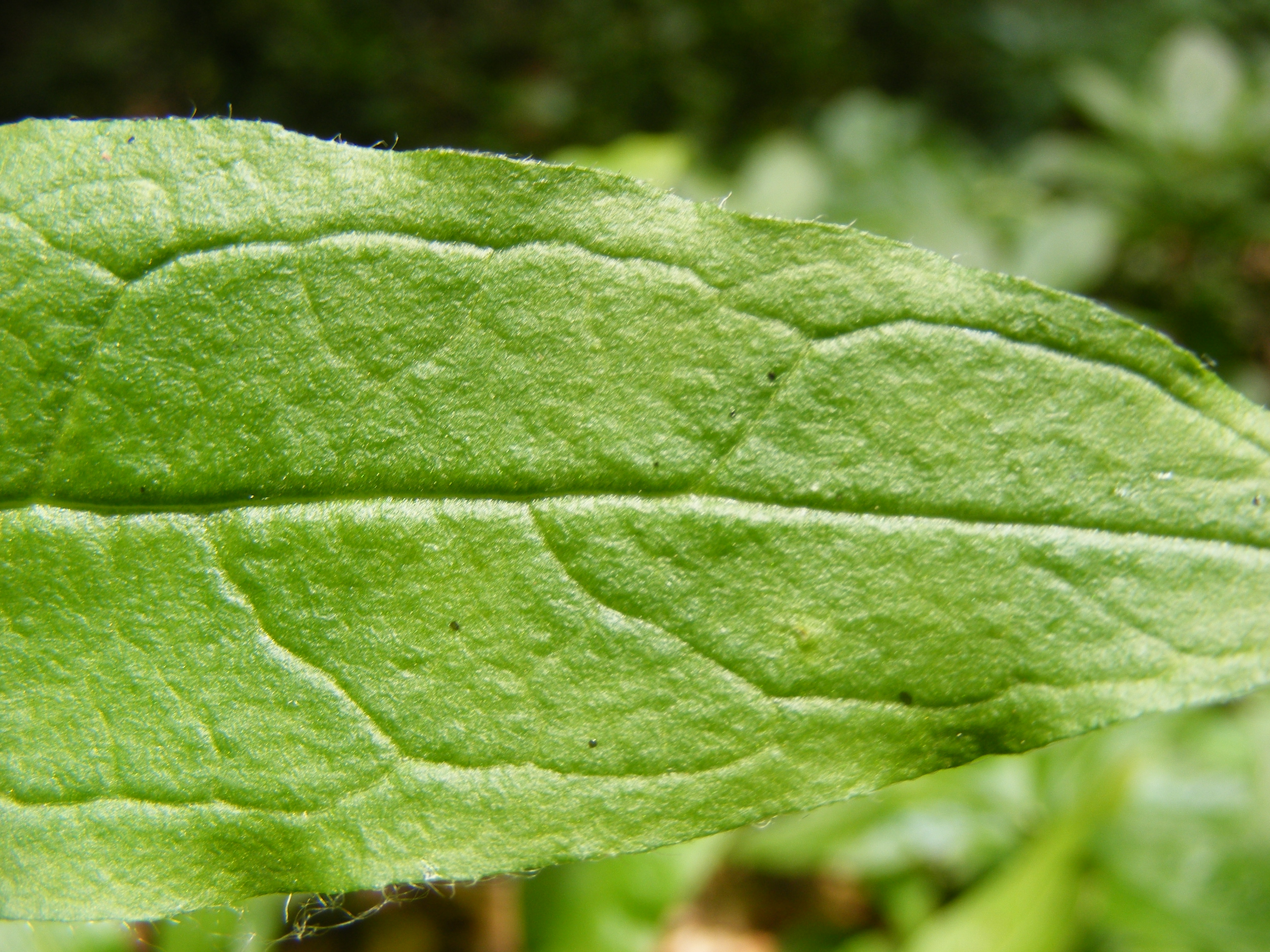
верх листка
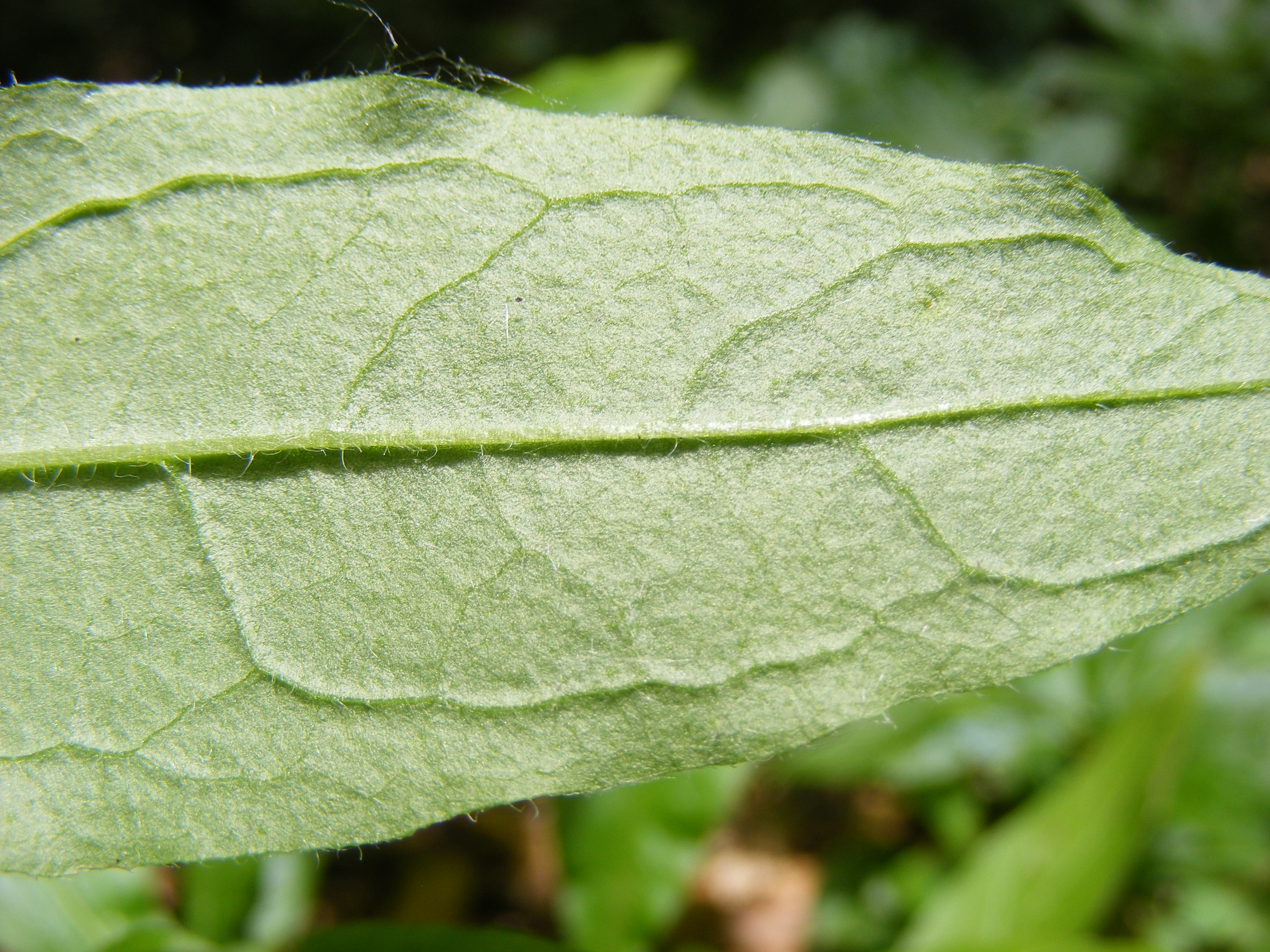
низ листка
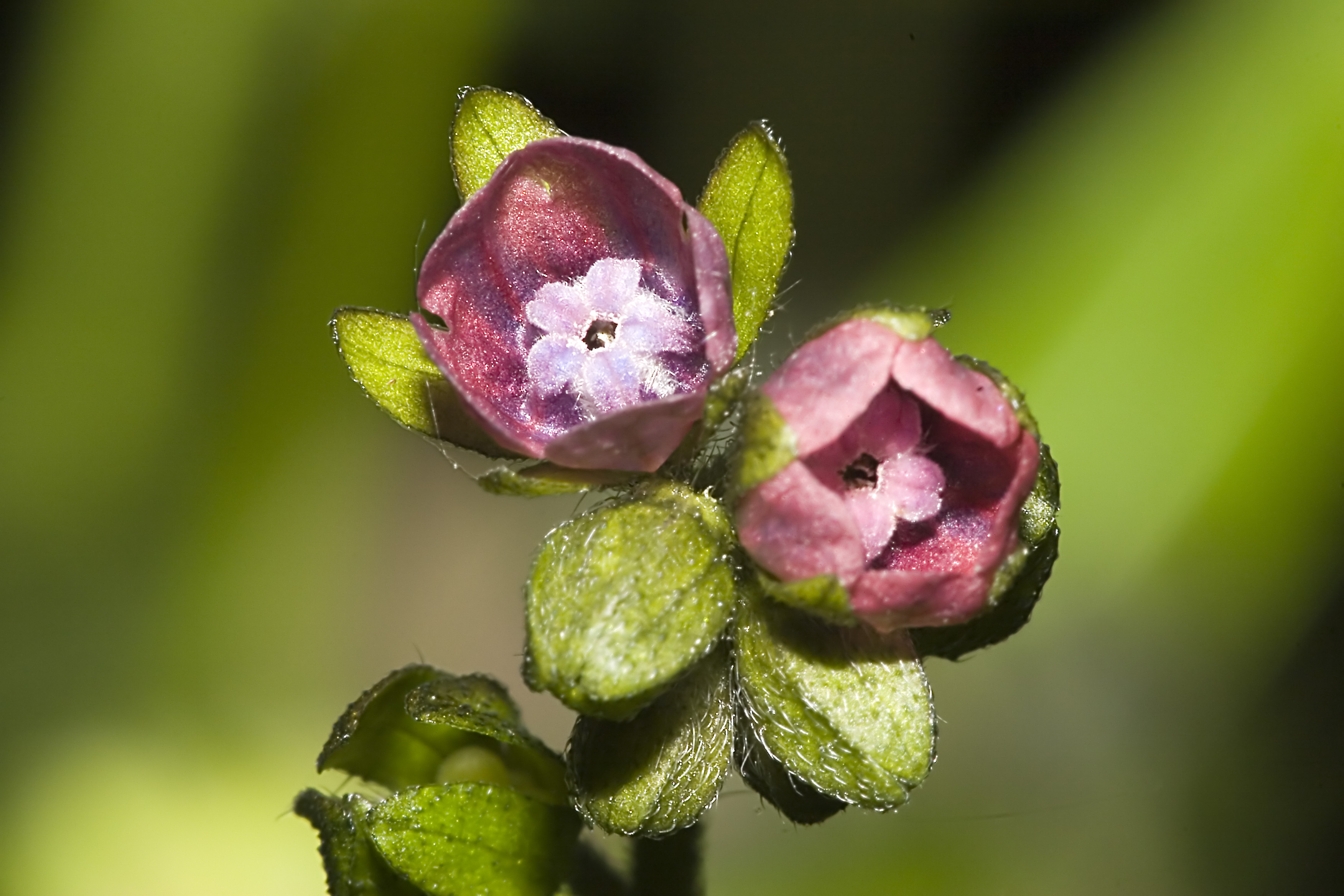
квіти
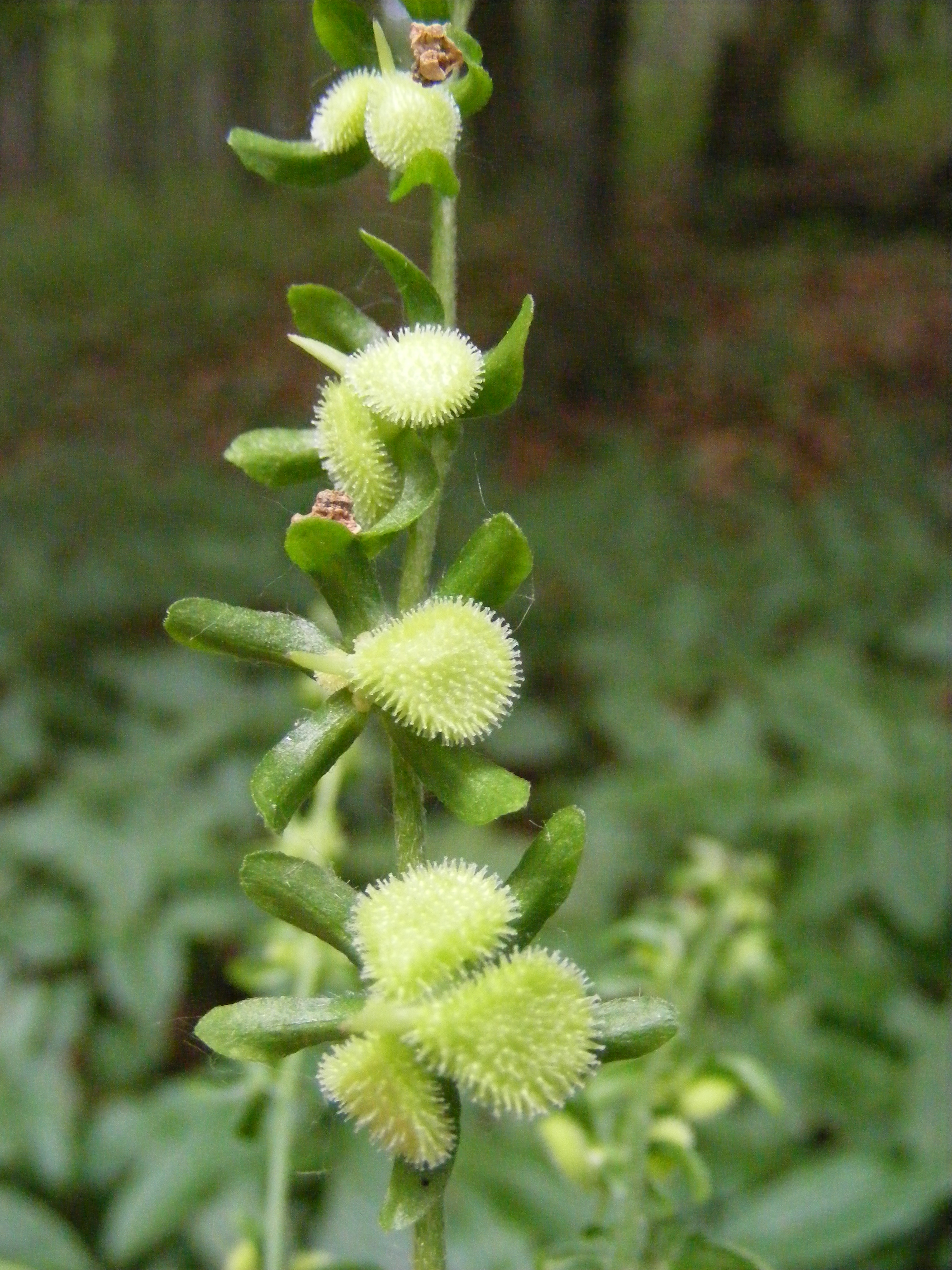
супліддя